# Marguerite Piazza
Marguerite Piazza (6 de maig de 1920 – 2 d'agost de 2012) fou una soprano nord-americana, i filantròpica de Nova Orleans, Louisiana.

## Carrera
Marguerite Clair Lucille Luft va néixer en 1920 filla d'Albert William Luft, Jr. (c. 1897–1923) i de Margherita (cognom de soltera Piazza; c. 1900–1958, més tard coneguda com a Margaret), els quals s'havien casat en 1917. Al voltant de 1927, la mare, ja vídua, es va casar amb Reuben Davis Breland, i la filla Marguerite va adoptar el cognom d'aquest segon marit.
Es va graduar en 1940 en música en la Universitat Loyola Nova Orleans, anant després a estudiar a la Universitat Estatal de Louisiana, on va estudair amb el baríton Pasquale Amato. Va adoptar professionalment el cognom de soltera de la seva mare (Piazza).
En 1944 va començar a treballar per l'Òpera de Ciutat de la Nova York, sent el membre més jove de la companyia. La seva primera representació va ser el rol de Nedda en Pagliacci, de Leoncavallo, i en les següents temporades va aparèixera en La bohème de Puccini (com Musetta), Der Zigeunerbaron (El baró gitano) de Johann Strauss fill, Don Giovanni de Mozart (fent de Donna Elvira, en la producció de Theodore Komisarjevsky), i Amelia al ballo de Gian Carlo Menotti (fent d'Amelia). Va fer la seva primera representació amb l'Associació d'Òpera de Nova Orleans amb Martha de Flotow (en 1945), després Hänsel und Gretel d'Engelbert Humperdinck (fent de Gretel), i el paper principal de Il segreto di Susannad'Ermanno Wolf-Ferrari. En 1950, Marguerite Piazza va fer el seu debut a Broadway, en Happy as Larry, amb Burgess Meredith dirigint i protagonitzant el paper principal, i escenari d'Alexander Calder.
Arran d'aquesta darrera producció, la soprano va ser convidada per incorporar-se al repartiment del programa televisiu Your Show of Shows de la NBC, protagonitzat per Sid Caesar i Imogene Coca (1950–54). Va fer el seu debut al Metropolitan Opera de Nova York el 4 de gener de 1951, fent la Rosalinde von Eisenstein de Die Fledermaus de Johann Strauss fill, sola la direcció de Tibor Kozma, qui també debutava al teatre novaiorquès. Després del final del Your Show of Shows, va començar la seva carrera en clubs de nit, sent llavors aclamada com artista d'entreteniments.

## Vida personal
Durant la dècada del 1950, Piazza va estar contractada com a portaveu de la marca de cigarrets Camel. En la dècada del 1960 Marguerite va haver de fer front a tres operacions per melanoma, i en la dècada del 1970 va ser tractat amb èxit d'un càncer uterí. En 1971, el llavors president Richard M. Nixon li va retre homenatge pel seu valor en la lluita contra la malaltia.
Va ser una reconeguda filantròpica en la ciutat de Memphis, on va residir i on va exercir durant molt temps de mecenes de l'Hospital Sant Judes de Recerca per a Nens. Va cantar l'himne nacional en no menys de 27 partits de la copa de futbol americà Liberty Bowl.
Van ser molt celebrats els extensos esforços que Piazza va fer en benefici d'obres de caritat, especialment amb la gala anual que portava el seu nom, la Gala Marguerite Piazza. El 15 de gener de 1973, la companyia Willis Music Company va publicar el llibre Marguerite Piazza's Christmas Carol Sing-Along Party. L'autobiografia de Piazza (escita conjuntament amb la seva filla Marguerite Bonnett), Pagliacci Has Nothing on Me!, es va publicar en 2007 (ISBN 978-1-84728-394-8). Piazza va entrar al Saló de la Fama de la Música de Memphis en 2016, esdevenint el primer cantant d'òpera en ser així honrat per l'organització.
Marguerite Piazza va morir en Memphis, Tennessee, el 2 d'agost de 2012, als 92, d'una aturada cardíaca.

## Familiar
Piazza es va casar quatre vegades. Va ser tres cops vídua i es divorciar un cop. Va tenir sis fills, un dels quals es va suïcidar.